# Clélia Bessa
Clélia Bessa (Curitiba, Paraná, 1963) é uma produtora brasileira. Nasceu em Curitiba, mas foi criada em Manaus, Amazonas, de onde saiu em 1982 para fazer faculdade no Rio de Janeiro. Formada em Ciências Sociais pela Universidade Federal do Rio de Janeiro, iniciou sua carreira em 1987, na Embrafilme, e sempre atuou na área do audiovisual. Trabalhou na equipe do Programa Legal e do Casseta & Planeta, no núcleo do Guel Arraes, na TV Globo. Trabalhou com Júlio Worcman na Synapse Distribuidora, além de ter passado pelo CTAV - Centro Técnico Audiovisual do Ministério da Cultura, pela Fundação do Cinema Brasileiro e pela Funarte. Foi assistente de Zelito Viana, na Mapa Filmes, onde foi Coordenadora de Produção do filme Veja Esta Canção (1995), de Carlos Diegues, uma das primeira coproduções entre cinema e televisão feitas no Brasil. Neste filme conheceu Rosane Svartman, a quem se associaria na Raccord Produções.
Durante a chamada "retomada do cinema brasileiro", na década de 1990, trabalhou na produção do filme Como Ser Solteiro (1990), dirigido por sua sócia, Rosane Svartman.
Desde 2008, é professora titular da cadeira de Produção I do curso de Cinema da Pontifícia Universidade Católica do Rio de Janeiro (PUC-Rio), além de ser conselheira da ABPITV - Associação Brasileira de Produtores Independentes do TV e da diretoria do SICAV - Sindicato da Indústria Cinematográfica e Audiovisual.
Produziu o canal Humanóides, primeiro canal stream para celular, totalizando 130 de programação inédita. Com o apoio do Oi Futuro, produziu a primeira websérie voltada para o público adolescente, Desenrola, que contou com intensa participação do público e foi mais tarde transformada em um filme de mesmo nome.

## Produções no cinema
| Título                                            | Direção                         | Ano  | Cargo               |
| ------------------------------------------------- | ------------------------------- | ---- | ------------------- |
| Os Maias                                          | João Botelho                    | 2015 | Produtora           |
| Copa de Elite                                     | Vitor Brandt                    | 2014 | Produtora Executiva |
| Desenrola                                         | Rosane Svartman                 | 2011 | Produtora           |
| Cartola - Música Para os Olhos                    | Lírio Ferreira e Hilton Lacerda | 2006 | Produtora           |
| Cafuné                                            | Bruno Vianna                    | 2006 | Produtora           |
| Mais Uma Vez Amor                                 | Rosane Svartman                 | 2005 | Produtora           |
| Vida de Menina                                    | Helena Soldberg                 | 2005 | Coprodutora         |
| Separações                                        | Domingos de Oliveira            | 2002 | Produtora           |
| O Rap do Pequeno Príncipe Contra as Almas Sebosas | Paulo Caldas e Macelo Luna      | 2000 | Produtora           |
| Como Ser Solteiro                                 | Rosane Svartman                 | 1998 | Produtora           |

## Produções na televisão
| Título                        | Direção                          | Ano       | Canal        |
| ----------------------------- | -------------------------------- | --------- | ------------ |
| Futebol Série C               | Samir Abujamra                   | 2016      | TV Brasil    |
| As Canções da Minha Vida      | Bruno Levinson                   | 2016      | Canal Curta! |
| BIS DOCS                      | Bruno Levinson                   | 2013      | Canal BIS    |
| Paidecendo no Paraíso         | Rosane Svartman                  | 2007      | GNT          |
| Desenrola Aí                  | Marianna Rhosa                   | 2010/2011 | Multishow    |
| Quando Éramos Virgens         | Rosane Svartman                  | 2006      | GNT          |
| Caro Que É Rock               | Rosane Svartman e Bruno Levinson | 2005      | Multishow    |
| Como Ser Solteiro - A Série   | Rosane Svartman                  | 1999      | Multishow    |
| Mulheres no Cinema Brasileiro | Sonia Necerssian                 | 2000      | Canal Brasil |
| Retratos Brasileiros          | Marcus Vinicius Cezar            | 1998      | Canal Brasil |
| Registro                      | Marcus Vinicius Cezar            | 1998      | Multishow    |